# Kanturk
Kanturk (Iers: Ceann Toirc = Boar's Head, het is ook het stadsembleem) is een stad in het noordwesten van County Cork, provincie Munster, Ierland. Kanturk is gelegen aan de samenvloeiing van de rivieren Allow en Dallow (ook Dalua), deze stromen verder als zijrivieren van de Blackwater rivier. Kanturk is ongeveer 50 km van Cork City, Blarney en Limerick en ligt net ten noorden aan de grote weg N72, 15 km van Mallow en ongeveer 40 km van Killarney.
Het is een kleine stad, gelegen aan de rivier de Dalua, die na vele jaren met een stabiele bevolking weer is gaan groeien. Behalve de boterfabriek, die caseïne produceert uit melk, een grondstof voor de eerste plasticsoorten, maakt de voormalige tricotfabriek nu betonnen vloerproducten.
In 2006 telde de stad 1915.

## Geboren
- Pat O'Callaghan (1905-1991), tweevoudig olympisch kampioen kogelslingeren
- Jackie Daly (1945), een van de beste spelers op knopaccordeon in Ierland, ook wel trekzak genoemd
- Hanna Sheehy-Skeffington (1877-1946), feminist, nationalist en suffragette.